# Bombardamento aereo dell'ospedale di Dolo
Il bombardamento aereo dell'ospedale di Dolo avvenne il 30 dicembre 1935, su un ospedale da campo della Croce Rossa svedese. L'attacco aereo compiuto dall'Aeronautica Militare Italiana a Dolo, in Etiopia, uccise tra le 22 e le 30 persone, per lo più etiopi. Secondo quanto riferito, l'attacco costituì una rappresaglia italiana per la precedente esecuzione di Tito Minniti, prigioniero di guerra italiano da parte di truppe o civili etiopi.
La notizia della strage ebbe una grande risonanza internazionale, provocando aspre polemiche che preoccuparono anche Benito Mussolini, che ordinò a Rodolfo Graziani di non bombardare altri ospedali; tuttavia, le unità della Croce Rossa continuarono ad essere nuovamente attaccate per oltre un mese.

## Contesto
Dopo lo scoppio della seconda guerra italo-abissina nel 1935, la Croce Rossa svedese mobilitò un ospedale da campo da inviare in Etiopia sotto la supervisione del medico Fride Hylander. Hylander e il suo assistente Gunnar Agge avevano una grande esperienza di lavoro in Etiopia,  avendo il secondo già prestato servizio come medico personale distaccato presso l'esercito imperiale etiope. Secondo i piani della Croce Rossa, l'ospedale da campo avrebbe dovuto essere di stanza ad Harar, lontano dai combattimenti; tuttavia, il governo etiope ordinò che fosse diviso in due ed entrambi gli elementi si spostassero sulla prima linea del fronte di guerra, ordine a cui i funzionari svedesi acconsentirono. Il 19 dicembre 1935 il più grande dei due ospedali era già in funzione e pienamente operativo nei pressi di Dolo.
Il 26 dicembre 1935 l'aereo di Tito Minniti e Livio Zannoni fu colpito nei pressi di Dagabur durante una missione di ricognizione: l'aereo atterrò in una radura, e fu subito attaccato da armati nemici. I due aviatori si difesero con le armi di bordo fino a che non terminarono le munizioni: Zannoni fu ucciso in combattimento, mentre Minniti venne catturato, castrato e decapitato. Sebbene non sia stato appurato se l'esecuzione fosse stata commessa dalle truppe etiopi (secondo gli italiani) oppure dai civili locali (secondo gli etiopi), e in ogni caso il luogo fosse molto distante (oltre 800 km), la morte dei due aviatori italiani fu usata da Rodolfo Graziani come pretesto per ordinare un bombardamento tra Gogorù e Malca Dida.

## Bombardamento

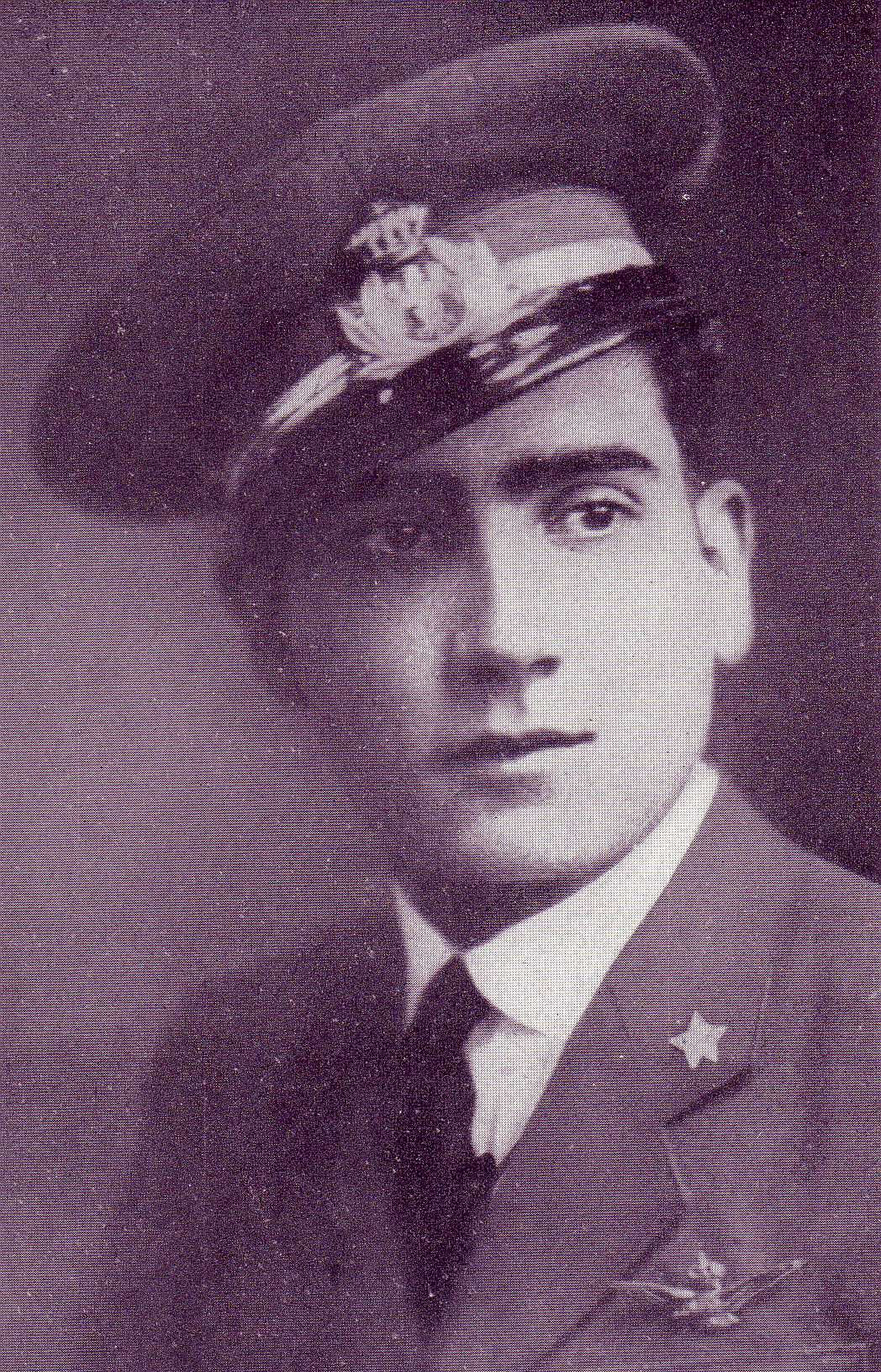
Tito Minniti

Il 29 dicembre Graziani apprese che il ras Destà Damtù e il suo stato maggiore erano accampati a Gogorù, a poca distanza dalle tende dell'ospedaletto della croce rossa svedese: senza perdere tempo, il generale italian ordinò all'aviazione di organizzare un raid contro l'accampamento di ras Destà, senza preoccuparsi della presenza dell'ospedale.
Il 30 dicembre 1935, quattro giorni dopo la morte di Minniti e Zannoni, sei aerei Caproni Ca 101 bis della 9ª squadriglia dell'Aeronautica Militare italiana sganciarono 107 bombe all'iprite sull'ospedale da campo svedese di Dolo, nonostante che fosse contrassegnato dalla bandiera della Croce Rossa secondo la Convenzione di Ginevra. Vennero distrutte tutte le tende, le attrezzature mediche, uccidendo due membri del personale svedese (tra cui l'infermiere Gunnar Lundström) e numerosi etiopi, oltre a ferire il dottor Hylander. Il numero di etiopi morti varia a seconda delle fonti, tra 18 e 28. L'annuncio ufficiale iniziale della Croce Rossa rivendicava una cifra di vittime di nove svedesi e ventitré etiopi.
Dopo l'attacco aereo, i velivoli italiani effettuarono un secondo passaggio sul sito, lanciando volantini scritti in amarico, firmati dal Marchese di Neghelli, che recitavano:
Secondo successive affermazioni di funzionari svedesi, al momento dell'attacco, l'ospedale svedese era posizionato a una distanza di 5 km da un quartier generale etiope ed era sorvegliato da un contingente dell'esercito etiope di cinque uomini. Tuttavia, hanno affermato i funzionari svedesi, le truppe di scorta non sono entrate nell'area dell'ospedale, se non per "alcune visite del suo capo".  Anche un rappresentante della Croce Rossa internazionale, il medico svizzero Marcel Junod, ha affermato che "non c'erano dubbi sul fatto che il bombardamento fosse intenzionale".

## Reazioni
Il ras Destà, uscito illeso dal bombardamento, comunicò immediatamente il fatto all'imperatore etiope Hailé Selassié e, in poche ore, la notizia del bombardamento sull'ospedale da campo fece il giro del mondo, sollevando reazioni indignate che fecero preoccupare lo stesso Benito Mussolini. Il Duce ordinò a Graziani di evitare in futuro altre azioni del genere, anche se in realtà attacchi più o meno volontari contro unità della Croce Rossa continuarono per almeno un mese.
Appena giunta la notizia in Svezia, il principe Carlo di Svezia protestò a nome della Croce Rossa svedese, di cui era presidente, mentre il re Gustavo V di Svezia tornò di corsa dalla sua casa di campagna per presiedere una riunione di emergenza, dicendosi profondamente scioccato. Le stazioni radio svedesi cancellarono tutti i programmi per i festeggiamenti di fine anno in segno di lutto. La polizia si affrettò a circondare l'ambasciata italiana per proteggerla dalla folla inferocita che gridava "Abbasso Mussolini!", mentre il marchese Gaetano Paternò di Manchi di Bilici, ambasciatore italiano a Stoccolma gridò da dietro la barricata di polizia che "I membri dell'unità di soccorso svedese in Etiopia non potevano aspettarsi di essere al sicuro come se camminassero per le strade di Stoccolma". A Roma, il Giornale d'Italia chiedeva nel proprio editoriale: 
Viceversa, i funzionari fascisti furono più cauti: intuendo l'effetto disastroso del raid aereo sull'opinione pubblica estera, il sottosegretario di Stato Fulvio Suvich inviò a Stoccolma scuse formali. Alla stampa venne invece ordinato di non fare più alcun riferimento alla strage dell'ospedale, ma di celebrare l'eroismo del sottotenente Tito Minniti, la cui decapitazione avrebbe dato inizio alla rappresaglia. A Reggio Calabria, la città dove nacque Minniti, le bandiere erano a mezz'asta e le case drappeggiate di nero, sentimento poi ripreso in tutta Italia. Francia e Paesi Bassi paragonarono il raid aereo italiano al siluramento del transatlantico RMS Lusitania del 1915.

## Conseguenze
In seguito al bombardamento, il personale della Croce Rossa svedese sopravvissuto fuggì ad Addis Abeba e successivamente abbandonò l'Etiopia. I resti del personale svedese deceduto furono rimpatriati in Svezia su un aereo pilotato dal conte Carl Gustav von Rosen. Circa una settimana dopo l'azione, un attacco aereo simile venne effettuato contro un ospedale da campo della Croce Rossa canadese. Anche altri ospedali furono presi di mira durante la guerra. Nella 90ª sessione della Società delle Nazioni i delegati svedese ed etiope protestarono contro i raid aerei italiani sugli ospedali della Croce Rossa, di cui chiesero l'immunità. La Croce Rossa internazionale minacciò inoltre di ritirare tutto il suo personale ospedaliero dall'Etiopia, finché l'Italia non avesse promesso di non colpirli.
Diversi giorni dopo l'attacco, l'Italia espresse alla Svezia il proprio rammarico ufficiale per l'attentato all'ospedale della Croce Rossa svedese, mettendo però in guardia dal narrare "versioni tendenziose dell'incidente" e spiegando che il bombardamento era stato eseguito come rappresaglia contro le "atrocità commesse dagli etiopi".
Dato che, al momento dell'attacco, la Svezia non aveva relazioni diplomatiche con l'Etiopia, il Regno Unito avviò un'indagine sul bombardamento aereo per suo conto. Il 15 gennaio 1936 il governo svedese presentò formale protesta al Regno d'Italia.

## Ricordo

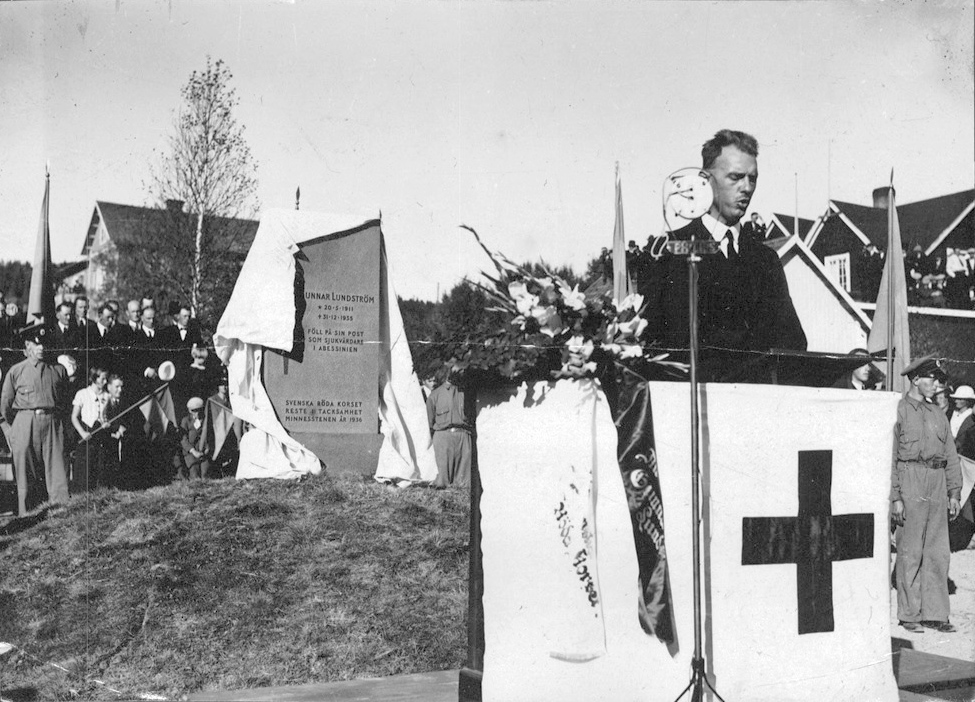
Il dottor Hylander inaugura il memorale di Gunnar Lundström a Glommersträsk, Svezia (15 settembre 1936)

Un memoriale a Glommersträsk di Arvidsjaur, in Svezia, commemora il medico Gunnar Lundström, una delle due vittime svedesi nell'attacco.
L'aeroporto di Reggio Calabria, nel frattempo, è stato ufficialmente intitolato alla memoria di Tito Minniti, a cui fu conferita la medaglia d'oro al valor militare.

## Altri ospedali della Croce Rossa bombardati
Tra il dicembre 1935 e la primavera del 1936, circa 20 ospedali da campo della Croce Rossa e della Mezzaluna Rossa tutelati dalle Convenzioni di Ginevra furono attaccati dalle forze aeree italiane, tra cui:
- il 6 dicembre 1935, durante il bombardamento di Dessiè, l'ospedale "Tafari Makonnen" fu colpito da 5 bombe, con gravi danni e un solo ferito; l'ospedale da xampo n. 2 fu colpito da una sesta bomba;
- il 30 e 31 dicembre 1935 a Bulale furono bombardati gli ospedali da campo della Mezzaluna Rossa egiziana e della Croce Rossa etiope (gravi danni, ma nessuna vittima);
- il 4 gennaio 1936 e a Degeh Bur fu bombardato l'ospedale da campo della Croce Rossa statunitense (nessuna vittima);
- il 9 febbraio 1936 l'aeroporto di Dessiè fu attaccato: il Fokker della Croce Rossa etiope pilotato da Carl Gustaf von Rosen fu soggetto a ripetuti bombardamenti, ma si salvò miracolosamente
- il 4 marzo 1936 fu attaccato l'ospedale da campo della Croce Rossa etiope (7 feriti e danneggiamento delle attrezzature)
- il 4 marzo 1936 nella piana di Korem fu colpito l'ospedale della Croce rossa britannica (5 pazienti morti e diversi feriti, 35 tende distrutte, insieme ad alcune delle forniture mediche e due camion); il giorno successivo, durante il raid aereo sulla città di Korem, l'Aeronautica Militare Italiana tornò a bombardare per la seconda volta l'ospedale (o ciò che ne restava), ignara che tutti se ne fossero già andati;
- il 17 marzo 1936 il Fokker della Croce Rossa etiope fu distrutto sulla piana di Korem.

Il presidente della Croce Rossa italiana Filippo Cremonesi denunciò peraltro l'uso scorretto delle bandiere e insegne della Croce rossa da parte delle truppe abissine, credendo che essa detenga poteri miracolosi o per occultare depositi di munizioni e stabilimenti militari.